# Cuzieu (Ain)
Cuzieu egy település Franciaországban, Ain megyében. Lakosainak száma 423 fő (2022. január 1.). Cuzieu Ceyzérieu, Saint-Martin-de-Bavel, Virieu-le-Grand és Chazey-Bons községekkel határos.

## Népesség
A település népességének változása:
| Lakosok száma | 143  | 193  | 240  | 371  | 404  | 425  | 448  | 453  | 443  | 423  |
|               | 1968 | 1982 | 1990 | 2006 | 2013 | 2015 | 2017 | 2019 | 2020 | 2022 |